# フェレティ・セベレ
フェレティ・バカウタ・セベレ（英: Feleti Vaka'uta Sevele、1944年7月7日 - ）は、トンガの政治家。第14代トンガ王国首相。

## 来歴

### 生い立ち
ヌクアロファ出身。トンガ、フィジー、ニュージーランドの学校を経て、クライストチャーチのカンタベリー大学で数学を専攻し理学士を取得。同大学で文学士、文学修士号を取得後、経済地理学を専攻しPh.D.を取得した。

### 政治家として

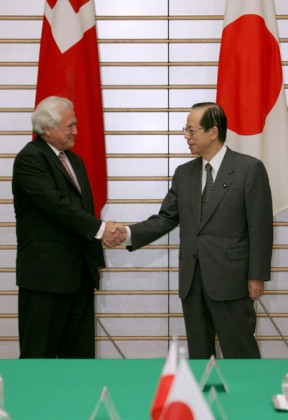
2008年3月27日、総理大臣官邸にて内閣総理大臣福田康夫（右）と

商品委員会事務局長等を経て1999年に国会議員になる。2002年、2005年にも再選され労働商業産業大臣に就任。トンガの世界貿易機関入りを支持。ウルカララ首相（当時）の辞任を受け首相代行に就任。2006年3月31日に第14代トンガ王国首相に就任。貴族出身ではない初の平民首相となる。所属政党は人権民主運動 (HRDM)。2007年に太平洋諸島フォーラム議長を歴任。2010年の総選挙には出馬せず、首相の職も辞した。
| 公職                      | 公職                         | 公職                                  |
| ------------------------- | ---------------------------- | ------------------------------------- |
| 先代 トゥポウトア・ラバカ | トンガの首相 2006年 – 2010年 | 次代 シアレアタオンゴ・トゥイヴァカノ |